# Larentia profugaria
Larentia profugaria är en fjärilsart som beskrevs av Herrich-Schäffer 1855. Larentia profugaria ingår i släktet Larentia och familjen mätare. Inga underarter finns listade i Catalogue of Life.